# Internationales Privatrecht (Europäische Union)
Das Internationale Privatrecht der Europäischen Union umfasst die von dieser beschlossenen vereinheitlichenden kollisionsrechtlichen Verordnungen.

## Überblick
Es handelt sich um sieben Verordnungen aus den Jahren 2007 bis 2016:
- Verordnung (EG) Nr. 864/2007 (außervertragliche Schuldverhältnisse, Rom II),[1] Geltung seit 11. Januar 2009
- Verordnung (EG) Nr. 593/2008 (vertragliche Schuldverhältnisse, Rom I),[2] Geltung seit 17. Dezember 2009
- Verordnung (EG) Nr. 4/2009 (Unterhaltsrecht; verweist auf das Haager Protokoll von 2007),[3] Geltung seit 18. Juni 2011
- Verordnung (EU) Nr. 1259/2010 (Ehescheidung, inoffiziell Rom III),[4] Geltung seit 21. Juni 2012
- Verordnung (EU) Nr. 650/2012 (Erbrecht),[5] Geltung seit 17. August 2015
- Verordnung (EU) Nr. 2016/1103 (Ehegüterrecht),[6] Geltung seit 29. Januar 2019
- Verordnung (EU) Nr. 2016/1104 (Partnerschaftsgüterrecht),[7] Geltung seit 29. Januar 2019

Die amtlichen Kurzbezeichnungen „Rom I“ und „Rom II“ gehen auf das 1980 in Rom abgeschlossene Europäische Schuldvertragsübereinkommen zurück, welches grundsätzlich durch die Rom-I-Verordnung ersetzt wurde.
Während sich die Verordnungen Rom I, II und III auf das Kollisionsrecht beschränken, regeln die übrigen vier Verordnungen auch Fragen des internationalen Zivilverfahrensrechts.

## Rom-I-Verordnung
Die Verordnung (EG) Nr. 593/2008 des Europäischen Parlaments und des Rates über das auf vertragliche Schuldverhältnisse anzuwendende Recht, Kurzbezeichnung Rom-I-Verordnung, vom 17. Juni 2008 ist eine Verordnung, die das Internationale Privatrecht der Europäischen Union im Bereich vertraglicher Schuldverhältnisse regelt. Sie trat am 17. Dezember 2009 in allen EU-Staaten mit Ausnahme Dänemarks in Kraft und löste dort das EVÜ ab, welches in Deutschland durch die gleichzeitig aufgehobenen Art. 27 bis 37 EGBGB umgesetzt war. Irland und das Vereinigte Königreich Großbritannien und Nordirland haben von ihrer Möglichkeit Gebrauch gemacht, sich an der Rom-I-Verordnung zu beteiligen.

### Anwendbarkeit
Zeitlich ist die Verordnung auf alle Verträge anwendbar, die ab dem 17. Dezember 2009 geschlossen wurden, Art. 28 Rom I-VO. Sachlich gilt sie für alle vertraglichen Schuldverhältnisse in Zivil- und Handelssachen, die eine Verbindung zum Recht verschiedener Staaten aufweisen, mit Ausnahme der in Art. 1 Abs. 1 S. 2 und Abs. 2 Rom I-VO genannten Bereiche.

### Grundsätze
Die Verordnung ist völkerrechtsfreundlich. Internationale Abkommen zum anwendbaren Recht mit Nicht-Mitgliedstaaten gehen vor, Art. 25 Rom I-VO. Alle Verweisungen sind durchgehend Sachnormverweisungen, Art. 20 Rom I-VO. Wichtigstes Anknüpfungskriterium ist der gewöhnliche Aufenthalt der Vertragsparteien, der in Art. 19 Rom I-VO näher erläutert wird.

### Anwendbares Recht

#### Grundregel
Als zentrale allgemeine Regel sieht Art. 3 Rom I-VO grundsätzlich die freie Rechtswahl vor, die allerdings zahlreiche Einschränkungen erfährt. Die Rechtswahl der Parteien kann entweder ausdrücklich erfolgen oder sich eindeutig aus dem Vertrag oder den Umständen ergeben (Abs. 1). Ist von den Parteien keine Rechtswahl getroffen, so kommt Art. 4 Rom I-VO zur Anwendung, wenn nicht ein Spezialvertragsstatut der Art. 5 ff. Rom I-VO vorgeht.
Über Art. 9 Abs. 2 Rom I-VO kann das angerufene Gericht trotz eines eigentlich anwendbaren anderen Rechts, einzelne Normen seines eigenen Rechts auf ein Schuldverhältnis anwenden. Bedingung ist, dass es sich dabei um sog. Eingriffsnormen handelt, die in Art. 9 Abs. 1 Rom I-VO definiert sind.

#### Sonderregelungen für einzelne Verträge

##### Beförderungsverträge (Art.5)
Art. 5 Rom I-VO unterscheidet zwischen Verträgen zur Beförderung von Gütern und Verträgen zur Beförderung von Personen.
Bei Güterbeförderung herrscht freie Rechtswahl. Mangels Rechtswahl wird an den gewöhnlichen Aufenthalt des Beförderers angeknüpft, wenn auch der Übernahme- oder Ablieferort der Güter sich in diesem Staat befindet, oder der Absender dort seinen gewöhnlichen Aufenthalt hat. Sind auch diese Voraussetzungen nicht erfüllt, ist das Recht am Ablieferungsort anwendbar.
Bei Verträgen zur Personenbeförderung ist hingegen nur eine eingeschränkte Rechtswahl möglich, was dem Schutz der regelmäßig schwächeren zu befördernden Person dient. Gewählt werden darf nur das Recht am gewöhnlichen Aufenthaltsort der Person, die befördert werden soll, das Recht am gewöhnlichen Aufenthaltsort des Beförderers, das Recht am Ort der Hauptverwaltung des Beförderers, der Start- oder der Zielort. Mangels Rechtswahl ist das Recht am gewöhnlichen Aufenthalt der Person, die befördert werden soll, anwendbar, wenn sich auch der Start- oder Zielort in diesem Staat befinden. Andernfalls ist das Recht am gewöhnlichen Aufenthalt des Beförderers anwendbar.
Art. 5 Rom I-VO geht Art. 6 vor und ist damit auch anwendbar, wenn ein Verbraucher beteiligt ist, es sei denn es handelt sich um einen Pauschalreisevertrag.

##### Verbraucherverträge (Art.6)
Art. 6 soll den Schutz des regelmäßig intellektuell und wirtschaftlich dem Unternehmer unterlegenen Verbrauchers sicherstellen. Hierzu werden Verträge, die mit einem gewerblichen Anbieter zu privaten Zwecken abgeschlossen wurden grundsätzlich dem Recht am gewöhnlichen Aufenthaltsort des Verbrauchers unterstellt, Art. 6 Abs. 1 Rom I-VO. Der private Vertragszweck muss dabei für den Unternehmer anhand der Umstände erkennbar sein.
Art. 6 Abs. 2 Rom I-VO beschränkt die grundsätzlich gem. Art. 3 Rom I-VO erlaubte Rechtswahl. Zwar darf das anwendbare Recht frei gewählt werden, zugunsten des Verbrauchers gelten aber immer zusätzlich auch die verbraucherschützenden Mindeststandards seines Heimatrechts.

##### Versicherungsverträge (Art.7)
Zweck des Art. 7 Rom I-VO ist in erster Linie der Schutz des regelmäßig schwächeren Versicherungsnehmers. Er ist sachlich anwendbar auf Großrisiken unabhängig davon, wo sie belegen sind, und für alle anderen Versicherungsverträge (sog. Massenrisiken), wenn sie in einem Mitgliedstaat belegen sind. Der Belegenheitsort bestimmt sich nach Abs. 6. Regelmäßig ist er identisch mit dem gewöhnlichen Aufenthaltsort des Versicherungsnehmers. Rückversicherungsverträge sind ausgenommen, da die Versicherungsnehmer hier nicht geschützt werden müssen.
Für Großrisiken gilt die freie Rechtswahl, alternativ wird an das Recht des Staates angeknüpft, in dem der Versicherer seinen gewöhnlichen Aufenthalt hat, wenn nicht der Vertrag nach „der Gesamtheit der Umstände“ eine offensichtlich engere Verbindung zu einem anderen Staat aufweist, Art. 7 Abs. 2 Rom I-VO.
Für Massenrisiken schränkt Art. 7 Abs. 3 Rom I-VO die Rechtswahl zum Schutz des Versicherungsnehmers ein und knüpft alternativ an den Belegenheitsort des Risikos an.

##### Individualarbeitsverträge (Art.8)
Nach Art. 8 Abs. 2, 3 und 4 Rom I-VO unterliegen Arbeitsverträge entweder dem Recht des Staates, in dem der Arbeitnehmer gewöhnlich seine Arbeit verrichtet, wenn es keinen solchen Staat gibt dem Recht der Niederlassung des Arbeitgebers, die den Arbeitnehmer eingestellt hat und bei einer engeren Verbindung zu einem anderen Staat dessen Recht. Eine Rechtswahl ist gem. Abs. 1 ebenfalls möglich und grundsätzlich vorrangig. Dem Arbeitnehmer darf hierdurch aber nicht der Schutz entzogen werden, dem ihm das nach den Abs. 2–4 anwendbare Recht zugestehen würde. Auch Art. 8 Rom I-VO dient dem Schutz der strukturell unterlegenen Partei, hier des Arbeitnehmers.

## Rom-II-Verordnung
Die Verordnung (EG) Nr. 864/2007 des Europäischen Parlaments und des Rates über das auf außervertragliche Schuldverhältnisse anzuwendende Recht, Kurzbezeichnung Rom-II-Verordnung, vom 11. Juli 2007 ist eine Verordnung, die das Internationale Privatrecht der Europäischen Gemeinschaft im Bereich außervertraglicher Schuldverhältnisse regelt. Sie ist am 11. Januar 2009 in Kraft getreten. Sie wird im Bereich der vertraglichen Schuldverhältnisse durch die Rom-I-Verordnung ergänzt.

### Kapitel I. Anwendungsbereich
Die Verordnung genießt Anwendungsvorrang vor dem nationalen Recht der EG-Mitgliedstaaten. Sie gilt nicht in Dänemark (Art. 1 Abs. 4), wird aber ausweislich Art. 3 von allen anderen Mitgliedstaaten im Verhältnis zu Dänemark angewandt (loi uniforme). Sie gilt nach Art. 25 Abs. 2 nicht innerhalb territorial gespaltener Mehrrechtsstaaten (dies betrifft zum Beispiel das Vereinigte Königreich Großbritannien und Nordirland und Spanien).

#### Sachlicher Anwendungsbereich
In Anlehnung an Art. 1 EuGVVO gilt die Verordnung nur für Zivil- und Handelssachen. Die zur EuGVVO entwickelten Abgrenzungskriterien gelten insoweit entsprechend. Sie gilt nicht für öffentlich-rechtliche Streitigkeiten (acta iure imperii); dies schließt auch die Amtshaftung aus.
Ihr Anwendungsbereich umfasst Delikte, Geschäftsführung ohne Auftrag, ungerechtfertigte Bereicherung und auch culpa in contrahendo (Art. 2 Abs. 1). Ausgenommen sind nach Art. 1 Abs. 2 unter anderem
- außervertragliche Ansprüche aus Wechsel, Scheck, Eigenwechsel
- außervertragliche Schuldverhältnisse aus Gesellschaftsrecht, Vereinsrecht und dem Recht juristischer Personen
- außervertragliche Schuldverhältnisse zwischen den an einem trust beteiligten Personen
- Ansprüche aus Schäden durch Kernenergie
- Ansprüche aus Verletzung der Privatsphäre, des Persönlichkeitsrechts oder Verleumdung.

#### Zeitlicher Anwendungsbereich
Nach Art. 31 gilt autonomes staatliches Recht weiter für Fälle, die bis zum 10. Januar 2009 eingetreten sind. Die Bezeichnung „schadensbegründendes Ereignis“ beschränkt den Anwendungsbereich nach Art. 2 Abs. 1 nicht auf das Deliktsrecht, sondern umfasst auch das Verhalten, das relevant ist für ein Verschulden bei Vertragsanbahnung, für einen bereicherungsrechtlichen Vorgang oder für eine Geschäftsführung ohne Auftrag ist.

### Kapitel II. Unerlaubte Handlungen

#### Grundsatz

##### Grundsatzanknüpfung (Art.4 Abs.1)
Nach Art. 4 Abs. 1 wird grundsätzlich an den Erfolgsort, also den Ort des Schadenseintritts, angeknüpft. Maßgeblich ist aber auch nur der Erfolgsort des unmittelbaren Schadens, indirekte Schäden sind durch Art. 4 Abs. 1 letzter Halbsatz ausgenommen.
Beispiel: Das Opfer eines Unfalls in Frankreich verstirbt in Österreich.
Erfolgsort des unmittelbaren Schadens ist nur Frankreich.
Nach traditioneller Ansicht wurde im Kollisionsrecht fast aller Länder an den Tatort der unerlaubten Handlung, die lex loci delicti, angeknüpft. Als Tatort gilt aber beispielsweise nach Art. 40 Abs. 1 des deutschen EGBGB sowohl Handlungs- als auch Erfolgsort. Diesem Ubiquitätsprinzip wird nach der Verordnung nicht mehr gefolgt. Der rechtspolitische Zweck wird darin gesehen, den Geschädigten zu bevorzugen.
Führt eine Handlung zu unmittelbaren Schäden in verschiedenen Ländern (Streudelikt, auch Multi-State-Delikt), ist die Lösung umstritten. Die herrschende Meinung folgt der sog. Mosaiktheorie. Diese besagt, dass jeder Erfolgsort das anwendbare Recht bestimmt, für die Schäden, die in diesem Staat entstanden sind. Nach anderer Ansicht ist ein Schwerpunkt zu bilden, an dem die Schädigung sich konzentriert.

##### Gemeinsamer gewöhnlicher Aufenthalt (Art.4 Abs.2)
Art. 4 Abs. 2 ist gegenüber Abs. 1 vorrangig zu beachten: Haben Schädiger und Geschädigter ihren gewöhnlichen Aufenthalt im selben Staat, findet das Recht dieses Staates Anwendung.
Beispiel: Ein Deutscher und ein Österreicher haben beide ihren gewöhnlichen Aufenthalt in Italien. Der Deutsche fährt den Österreicher mit seinem Pkw in Spanien an und verletzt diesen.
Da beide ihren gewöhnlichen Aufenthalt in Italien haben, findet italienisches Recht Anwendung.

#### Ausweichklausel (Art.4 Abs.3)
Die Ausweichklausel des Art. 4 Abs. 3 verdrängt Abs. 1, wenn eine offensichtlich engere Beziehung zu einem anderen Staat besteht. Dies kommt vor allem bei einem bereits bestehenden Rechtsverhältnis (Vertragsverhältnis, Delikte bei Verlobten) in Betracht.

##### Rechtswahl (Art.14)
Für alle gesetzlichen Schuldverhältnisse ist nach Art. 14 der Verordnung die freie Rechtswahl möglich. Die nachträgliche Rechtswahl ist nach lit. a ohne Einschränkungen möglich; die vorherige Rechtswahl nur bei Parteien, die einer kommerziellen Tätigkeit nachgehen.

#### Sonderregelungen für einzelne Deliktstatbestände

##### Produkthaftung (Art.5)
Für die Produkthaftung gilt nach der Verordnung eine besondere Anknüpfung in folgendem Stufenverhältnis:
1. der Gewöhnliche Aufenthalt des Geschädigten, sofern das Produkt in diesem Staate in Verkehr gebracht wurde
2. der Erwerbsort des Produktes, sofern das Produkt in diesem Staate in Verkehr gebracht wurde
3. der Ort des Primärschadens, sofern das Produkt in diesem Staate in Verkehr gebracht wurde.

Art. 5 Abs. 1 S. 2 enthält eine Einschränkung für den Fall, dass das In-Verkehr-Bringen des Produktes nicht vernünftigerweise vorhersehbar war; dann wird das Recht des Staates angewandt, in dem der Geschädigte seien gewöhnlichen Aufenthalt hat.

### Kapitel III. Ungerechtfertigte Bereicherung, Geschäftsführung ohne Auftrag und Verschulden bei Vertragsverhandlungen

#### Ungerechtfertigte Bereicherung (Art.10)
Art. 10 differenziert für die ungerechtfertigte Bereicherung zwischen zwei Fällen:
1. Knüpft ein Bereicherungsanspruch an ein bestehendes Rechtsverhältnis an, so gilt das Recht des Staates dieses Rechtsverhältnisses (Abs. 1)
2. Kann nicht an ein solches Rechtsverhältnis angeknüpft werden, gilt das Recht des Staates des gemeinsamen gewöhnlichen Aufenthaltes, hilfsweise der Ort des Bereicherungseintritts.

#### Geschäftsführung ohne Auftrag (Art.11)
Die Struktur der Anknüpfung für die ungerechtfertigte Bereicherung wurde entsprechend für die Geschäftsführung ohne Auftrag übertragen.

#### Culpa in contrahendo (Art.12)
Die culpa in contrahendo wird nach dem Recht behandelt, das auf den Vertrag anzuwenden ist bzw. anzuwenden gewesen wäre; hilfsweise enthält Abs. 2 eine Ausweichklausel.

### Kapitel IV. Freie Rechtswahl
Art. 14 bestimmt, dass die Parteien nachträglich (also nach Eintritt des begründenden Ereignisses) das anzuwendende Recht wählen können. Wenn beide Parteien kommerziellen Tätigkeiten nachgehen, kann das Recht auch antizipiert gewählt werden (Abs. 1 lit. b). Die Abs. 2 und 3 regeln das Verhältnis zu zwingenden Normen des Schadensortes.

### Kapitel V. Gemeinsame Vorschriften

#### Geltungsbereich des anzuwendenden Rechts (Art.15)
Art. 15 regelt den Anwendungsbereich der jeweiligen Statute. Die Regelung ist nicht abschließend.

#### Gesetzlicher Forderungsübergang (Art.19)
Beim gesetzlichen Forderungsübergang von Forderungen aus außervertraglichen Schuldverhältnissen wird das Recht des Staates angewandt, dessen Recht den Forderungsübergang herbeiführt.

#### Mehrfache Haftung (Art.20)
Der Regressanspruch eines Schädigers gegen andere Mitschädiger (in Deutschland etwa § 426 Abs. 1 iVm § 840 Abs. 1 BGB) unterliegt dem Recht des Staates, nach dessen Recht sich auch der deliktische Anspruch richtet. Besteht die Rückgriffsmöglichkeit jedoch aufgrund einer Legalzession (in Deutschland etwa bei § 426 Abs. 2) findet Art. 19 Anwendung.

### Kapitel VI. Sonstige Vorschriften
Die sonstigen Vorschriften enthalten Bestimmungen zum allgemeinen Teil des internationalen Privatrechts und dem Verhältnis zu anderen Rechtsnormen.

#### Gewöhnlicher Aufenthalt (Art.23)
Der Ort des gewöhnlichen Aufentshalts wird für Gesellschaften, Vereine und juristische Personen auf den Ort ihrer Hauptverwaltung festgelegt. Handelt eine natürliche Person im Rahmen ihrer Berufsausübung ist ihr gewöhnlicher Aufenthalt der Ort ihrer Hauptniederlassung.

#### Ausschluss der Rück- und Weiterverweisung (Art.24)
Der renvoi, das heißt die Verweisung auch auf das Kollisionsrecht eines Staates, ist ausgeschlossen.

#### Öffentliche Ordnung im Staat des angerufenen Gerichts (Art.26)
Die Anwendung einer Sachnorm des berufenen Rechts kann unterbleiben, wenn die Sachnorm dem ordre public des Staates des zuständigen Richters dieses Staates zuwiderläuft.

#### Verhältnis zu anderen Gemeinschaftsrechtsakten (Art.27)
Andere Gemeinschaftsrechtsakte bleiben durch die Verordnung unberührt.

#### Verhältnis zu bestehenden internationalen Übereinkommen (Art.28)
Nach Art. 28 Abs. 1 bleiben bisher bestehende Staatsverträge (vgl. die Liste in Art. 29) von Mitgliedstaaten in Kraft, es sei denn diese gelten ausschließlich zwischen den Mitgliedstaaten (Art. 28 Abs. 2). Dadurch soll vermieden werden, dass die betroffenen Mitgliedstaaten durch die Verordnung zur Verletzung von Staatsverträgen gezwungen werden.

## Rom-III-Verordnung
Die Verordnung (EG) Nr. 1259/2010 des Europäischen Parlaments und des Rates über das auf die Ehescheidung und Trennung ohne Auflösung des Ehebandes anzuwendende Recht, Kurzbezeichnung Rom-III-Verordnung, vom 20. Dezember 2010 ist eine Verordnung, die das Internationale Privatrecht der Europäischen Union im Bereich der Ehescheidung regelt. Sie gilt seit dem 21. Juni 2012 mit Ausnahme von Art. 17 in allen teilnehmenden Mitgliedstaaten der EU (vgl. Art. 21 der Verordnung). Die Verordnung greift unabhängig davon, ob es auf die Rechtsordnung eines Mitgliedstaates der EU oder auf einen anderen Staat verweist. Es handelt sich um autonomes Kollisionsrecht der EU – hier gilt Gleiches wie bei der Rom-I- und Rom-II-Verordnung. Abgelöst wurde damit in Deutschland das bisher auch in diesem Rechtsgebiet geltende EGBGB, insbesondere Art. 17 i. V. mit Art. 14 EGBGB. Die Verordnung dient dazu zu bestimmen, welches nationale Recht auf eine Scheidung bei einem grenzüberschreitenden Sachverhalt anzuwenden ist (vgl. auch Art. 1 Abs. 1 der Verordnung). Bisher war hier primär nach Art. 17 i. V. mit Art. 14 Abs. 1 EGBGB auf die Staatsangehörigkeit der Ehepartner abzustellen. An diese Stelle tritt nun nach Art. 8 der Verordnung das Recht des (gewöhnlichen) Aufenthaltsortes der Ehegatten.
Erweitert wurde zudem auch die Möglichkeit der Wahl des anwendbaren Rechts (Art. 5). Diese geht der Regelung des Art. 8 vor. Die Verweisung auf das Recht eines anderen Staates ist aber nur dann möglich, wenn diese Rechtsordnung tatsächlich eine Scheidung ermöglicht und beide Ehepartner hierbei gleichberechtigt sind (Art. 10). Insofern ist die Norm als spezieller Fall der allgemeinen ordre-public-Vorschrift in Art. 12 aufzufassen.
Eine weitere Besonderheit, wonach das Recht des Staates, auf das verwiesen wird, nicht anzuwenden ist, enthält Art. 13 der Verordnung. Sollte ein Mitgliedstaat nach der eigenen Rechtsordnung die Möglichkeit einer Scheidung nicht vorsehen, so soll auch der Richter nicht gezwungen werden, eine Scheidung nach fremden Recht durchzuführen. Diese ursprünglich für Malta konzipierte Regelung läuft aber durch die Einführung des Scheidungsrechts (als Folge eines Volksentscheids vom 29. Mai 2011) leer, da nunmehr alle Mitgliedstaaten der EU eine Scheidung in ihren Rechtsordnungen vorsehen.